# 庫林島
庫林島（英語：Couling Island）是南極洲的島嶼，位於麥克羅伯特森地，屬於威廉斯科斯比群島的一部分，長2公里，在1936年2月由英國研究隊發現和命名，現時由南極條約體系管理。